# تونيا لارسن
تونيا لارسن (بالنرويجية: Tonje Larsen‏) مواليد 26 يناير 1975 في تونسبيرغ، هي لاعبة كرة يد نرويجية سابقة. مثلت منتخب النرويج لكرة اليد للسيدات في 264 مباراة. شاركت في دورة الألعاب الأولمبية الصيفية سنة 2000.

## الميداليات
| الميدالية | المسابقة                            |
| --------- | ----------------------------------- |
| ذهبية     | الألعاب الأولمبية الصيفية 2008      |
| برونزية   | الألعاب الأولمبية الصيفية 2000      |
| ذهبية     | بطولة العالم لكرة اليد للسيدات 1999 |
| فضية      | بطولة العالم لكرة اليد للسيدات 1997 |
| برونزية   | بطولة العالم لكرة اليد للسيدات 2009 |
| ذهبية     | بطولة أوروبا لكرة اليد للسيدات 1998 |
| ذهبية     | بطولة أوروبا لكرة اليد للسيدات 2008 |
| ذهبية     | بطولة أوروبا لكرة اليد للسيدات 2010 |
| فضية      | بطولة أوروبا لكرة اليد للسيدات 1996 |
| فضية      | بطولة أوروبا لكرة اليد للسيدات 2002 |
| برونزية   | بطولة أوروبا لكرة اليد للسيدات 1994 |

## روابط خارجية
- تونيا لارسن على موقع الاتحاد الأوروبي لكرة اليد (الإنجليزية)
- تونيا لارسن على موقع الاتحاد النرويجي لكرة اليد (النرويجية)
- تونيا لارسن على موقع أوليمبيديا (الإنجليزية)